# Liste des maires de Victoriaville
Les élections municipales se font en bloc pour le maire et les six conseillers.
| Victoriaville Maires depuis 2001                                                                                     |                  |                                                                             |          |
| Élection | Maire            | Qualité                                                                     | Résultat |
| 2001 | Roger Richard    |                                                                             | Voir     |
| 2005 | Roger Richard    | Voir                                                                        |          |
| 2009 | Alain Rayes      | Député conservateur, puis indépendant de Richmond—Arthabaska de 2015 à 2025 | Voir     |
| 2013 | Alain Rayes      | Député conservateur, puis indépendant de Richmond—Arthabaska de 2015 à 2025 | Voir     |
| 2016 | André Bellavance | Député bloquiste et indépendant de Richmond—Arthabaska de 2004 à 2015       | Voir     |
| 2017 | André Bellavance | Député bloquiste et indépendant de Richmond—Arthabaska de 2004 à 2015       | Voir     |
| 2021 | Antoine Tardif   |                                                                             | Voir     |
| Élection partielle en italique Depuis 2005, les élections sont simultanées dans toutes les municipalités québécoises |                  |                                                                             |          |

| Période | Période | Identité          | Étiquette | Qualité |
| ------- | ------- | ----------------- | --------- | ------- |
| 1999    | 2001    | Jean-Paul Croteau |           |         |
| 1993    | 1999    | Pierre Roux       |           |         |

| Début | Fin  | Identité               | Municipalité    |
| ----- | ---- | ---------------------- | --------------- |
| 1990  | 1993 | Robert Camiré          | Victoriaville   |
| 1990  | 1993 | Michel Desfossé        | Ste-Victoire    |
| 1990  | 1990 | Jacques Archambault    | Victoriaville   |
| 1987  | 1990 | Henri Normand          | Ste-Victoire    |
| 1983  | 1993 | Pierre Roux            | Arthabaska      |
| 1982  | 1990 | Denis St-Pierre        | Victoriaville   |
| 1982  | 1983 | Constant Roy           | Arthabaska      |
| 1981  | 1987 | Jacques Bélanger       | Ste-Victoire    |
| 1978  | 1982 | Robert Caron           | Victoriaville   |
| 1974  | 1978 | Paul-André Poirier     | Victoriaville   |
| 1973  | 1981 | Pierre Roux            | Arthabaska      |
| 1970  | 1974 | Denis St-Pierre        | Victoriaville   |
| 1969  | 1981 | A. Tourigny            | Ste-Victoire    |
| 1964  | 1973 | Robert Noel            | Arthabaska      |
| 1961  | 1970 | Paul-André Poirier     | Victoriaville   |
| 1961  | 1964 | Henri Grégoire         | Arthabaska      |
| 1959  | 1961 | Félix Houle            | Arthabaska      |
| 1958  | 1961 | Roland Provencher      | Victoriaville   |
| 1957  | 1959 | Jean-Marie Bécotte     | Arthabaska      |
| 1953  | 1958 | Yvon Jutras            | Victoriaville   |
| 1947  | 1953 | Arthur L.Gamache       | Victoriaville   |
| 1945  | 1957 | Elphège Labbé          | Arthabaska      |
| 1945  | 1947 | J. Maurice Ducharme    | Victoriaville   |
| 1939  | 1945 | Félix Champagne        | Victoriaville   |
| 1937  | 1969 | Wilfrid Labbé          | Ste-Victoire    |
| 1937  | 1945 | Alfred Provencher      | Arthabaska      |
| 1937  | 1939 | Joseph-David Gagné     | Victoriaville   |
| 1935  | 1937 | Joseph-Oscar Carignan  | Victoriaville   |
| 1935  | 1936 | Alfred Paris           | Arthabaska      |
| 1933  | 1935 | Charles R Garneau      | Arthabaska      |
| 1930  | 1937 | Wilfrid Mercier        | Ste-Victoire    |
| 1929  | 1932 | Alfred Provencher      | Arthabaska      |
| 1927  | 1935 | Joseph-David Gagné     | Victoriaville   |
| 1923  | 1928 | Alfred Paris           | Arthabaska      |
| 1921  | 1930 | Joseph Boutet          | Ste-Victoire    |
| 1921  | 1922 | Henri Pépin            | Arthabaska      |
| 1919  | 1921 | Rosaire David Coté     | Ste-Victoire    |
| 1919  | 1921 | John Michaud           | Arthabaska      |
| 1919  | 1927 | Jean-Baptiste Drouin   | Victoriaville   |
| 1917  | 1918 | Albert Beauchesne      | Arthabaska      |
| 1914  | 1919 | Louis Archambaul       | Ste-Victoire    |
| 1914  | 1919 | Joseph-Édouard Alain   | Victoriaville   |
| 1912  | 1914 | Charles Z Béliveau     | Ste-Victoire    |
| 1911  | 1916 | Henri Pépin            | Athabaska       |
| 1911  | 1914 | Octave Gaudet          | Victoriaville   |
| 1911  | 1912 | Joseph Beaudet         | Ste-Victoire    |
| 1910  | 1911 | Samuel Lemay           | Ste-Victoire    |
| 1909  | 1911 | Édouard T Belleau      | Athabaska       |
| 1909  | 1910 | Albert Beaudet         | Ste-Victoire    |
| 1907  | 1908 | Louis Lavergne         | Athabaska       |
| 1906  | 1911 | Paul Tourigny          | Victoriaville   |
| 1905  | 1906 | Cyrias Thibault        | Victoriaville   |
| 1904  | 1909 | Landry Rheault         | Ste-Victoire    |
| 1903  | 1907 | Joseph-Édouard Méthot  | Athabaska       |
| 1903  | 1904 | Philippe Houle         | Ste-Victoire    |
| 1902  | 1903 | Trefflé Maheu          | Arthabaskaville |
| 1901  | 1902 | Eugène Crépeau         | Arthabaskaville |
| 1900  | 1905 | Paul Tourigny          | Victoriaville   |
| 1899  | 1901 | Poulin De Courval      | Arthabaskaville |
| 1898  | 1899 | Louis-Ovide Pepin      | Arthabaskaville |
| 1897  | 1900 | Henri-Philippe Rouleau | Victoriaville   |
| 1896  | 1898 | Gendreau Georges       | Arthabaskaville |
| 1892  | 1897 | Paul Tourigny          | Victoriaville   |
| 1892  | 1896 | Louis-Ovide Pepin      | Arthabaskaville |
| 1891  | 1892 | John Cannon            | Arthabaskaville |
| 1890  | 1903 | Honoré Demers          | Ste-Victoire    |
| 1889  | 1892 | H. Homère Guay         | Victoriaville   |
| 1889  | 1891 | Louis-Ovide Pépin      | Arthabaskaville |
| 1887  | 1889 | Landry Rheault         | Victoriaville   |
| 1887  | 1889 | Joseph Lavergne        | Arthabaskaville |
| 1884  | 1887 | J. Napoléon Mailhot    | Victoriaville   |
| 1882  | 1887 | Basile Théroux         | Arthabaskaville |
| 1882  | 1884 | Achille Gagnon         | Victoriaville   |
| 1881  | 1882 | Wilfrid Laurier        | Arthabaskaville |
| 1880  | 1881 | George Gendreau        | Arthabaskaville |
| 1875  | 1882 | J. Octave Bourbeau     | Victoriaville   |
| 1873  | 1875 | Jean-Baptiste Edge     | Victoriaville   |
| 1870  | 1873 | Désiré Bourbeau        | Victoriaville   |
| 1872  | 1880 | Antoine Gagnon         | Arthabaskaville |
| 1870  | 1872 | James Goodhue          | Arthabaskaville |
| 1861  | 1870 | Louis Foisy            | Victoriaville   |
| 1858  | 1870 | Adolphus Stein         | Arthabaskaville |